# Луксембург на Светском првенству у атлетици на отвореном 2009.
Луксембург је учествовао на Светском првенству у атлетици на отвореном 2009. одржаном у Берлину од 15. до 23. августa. Репрезентацију Луксембурга на његовом деветом учешћу на светским првенствимана отвореном представљао је један атлетичар који се такмичио у трци на 800 м.
На овом првенству Луксембург није освојио ниједну медаљу а Мајк Шумафер је оборио лични рекорд.

## Учесници
Мушкарци:
- Мајк Шумахер — 800 м

## Резултати

### Мушкарци
| Атлетичар    | Дисциплина | Лични рекорд | Квалификације | Квалификације | Полуфинале           | Полуфинале           | Финале               | Финале        | Детаљи |
| Атлетичар    | Дисциплина | Лични рекорд | Резултат      | Место         | Резултат             | Место                | Резултат             | Место         | Детаљи |
| ------------ | ---------- | ------------ | ------------- | ------------- | -------------------- | -------------------- | -------------------- | ------------- | ------ |
| Мајк Шумахер | 800 м      | 1:51,12      | 1:48,18 ЛР    | 6. у гр. 3    | Није се квалификовао | Није се квалификовао | Није се квалификовао | 30. / 48 (51) |        |